# عنکبوت چتری زنگاری
عنکبوت چتری زنگاری (نام علمی: Poecilotheria rufilata) نام یک گونه از سرده عنکبوت‌های ببری است.